# 1986년 한국프로야구 포스트시즌
1986년 한국프로야구 포스트시즌은 1986년 10월 11일부터 10월 17일까지 삼성 라이온즈와 OB 베어스의 플레이오프 5경기로 치러졌고, 삼성이 3승 2패로 승리, 한국시리즈에 올랐다.

## 플레이오프 신설
1982년부터 시행된 전후기 리그제는 유지되었으나, 1985년 삼성의 전후기 통합우승으로 그해 한국시리즈가 무산되자, 프로야구 발전을 위해서는 한국시리즈가 열려야 한다는 목소리가 높아져, KBO는 만약 한 팀이 전후기 통합우승을 하면, 전기 2위와 후기 2위가 플레이오프를 치러 전후기 통합우승 팀과 한국시리즈를 치르게끔 포스트 시즌 운영 방침을 변경하였다.
변경된 규정에 의하면, 전후기 모두 2위 안에 들면 한국시리즈에 직행하고, 단 한 번만 2위 안에 들면 플레이오프를 치르게 된다. 그 결과 두 번 모두 2위를 한 해태는 한국시리즈에 직행하였고, 전기에만 1위를 하고 후기에는 4위에 그친 삼성과 전기에는 5위에 그쳤지만 후기에 1위를 한 OB는 플레이오프를 치르게 되었다.

## 대진표
|  | 플레이오프 | 플레이오프    | 플레이오프 |  |  | 한국시리즈 | 한국시리즈    | 한국시리즈 |  |
|  |            |               |            |  |  |            |               |            |  |
|  | 2          | 삼성 라이온즈 | 3          |  |  |            |               |            |  |
|  | 3          | OB 베어스     | 2          |  |  | 1          | 해태 타이거즈 | 4          |  |
|  |            |               |            |  |  | 2          | 삼성 라이온즈 | 1          |  |

## 플레이오프

### 1차전
- 10월 11일 - 대구시민운동장 야구장
- 중계: KBS 1TV

| 팀                                  | 1 | 2 | 3 | 4 | 5 | 6 | 7 | 8 | 9 | R | H | E |
| OB 베어스                           | 0 | 0 | 0 | 0 | 0 | 0 | 0 | 0 | 0 | 0 | 4 | 1 |
| 삼성 라이온즈                       | 1 | 0 | 0 | 0 | 0 | 0 | 0 | 0 | X | 1 | 6 | 0 |
| 승리 투수: 김일융 패전 투수: 박노준 |   |   |   |   |   |   |   |   |   |   |   |   |

### 2차전
- 10월 12일 - 대구시민운동장 야구장
- 중계: MBC TV

| 팀                                                                             | 1 | 2 | 3 | 4 | 5 | 6 | 7 | 8 | 9 | R | H  | E |
| OB 베어스                                                                      | 1 | 0 | 1 | 0 | 3 | 0 | 0 | 0 | 0 | 5 | 11 | 1 |
| 삼성 라이온즈                                                                  | 1 | 0 | 0 | 0 | 2 | 0 | 0 | 0 | 0 | 3 | 10 | 0 |
| 승리 투수: 장호연 패전 투수: 권영호 세이브: 최일언 홈런: OB – 이종도(5회 투런) |   |   |   |   |   |   |   |   |   |   |    |   |

### 3차전
- 10월 15일 - 서울종합운동장 야구장
- 중계: MBC TV

| 팀                                  | 1 | 2 | 3 | 4 | 5 | 6 | 7 | 8 | 9 | R | H | E |
| 삼성 라이온즈                       | 0 | 0 | 0 | 0 | 0 | 0 | 0 | 0 | 0 | 0 | 8 | 1 |
| OB 베어스                           | 0 | 1 | 0 | 0 | 0 | 0 | 1 | 0 | X | 2 | 5 | 0 |
| 승리 투수: 최일언 패전 투수: 김시진 |   |   |   |   |   |   |   |   |   |   |   |   |

### 4차전
- 10월 16일 - 서울종합운동장 야구장
- 중계: KBS 1TV

| 팀                                  | 1 | 2 | 3 | 4 | 5 | 6 | 7 | 8 | 9 | R | H | E |
| 삼성 라이온즈                       | 0 | 1 | 0 | 0 | 0 | 0 | 0 | 0 | 1 | 2 | 8 | 2 |
| OB 베어스                           | 1 | 0 | 0 | 0 | 0 | 0 | 0 | 0 | 0 | 1 | 5 | 0 |
| 승리 투수: 김일융 패전 투수: 장호연 |   |   |   |   |   |   |   |   |   |   |   |   |

### 5차전
- 10월 17일 - 서울종합운동장 야구장
- 중계: KBS 1TV

| 팀                                                                                  | 1 | 2 | 3 | 4 | 5 | 6 | 7 | 8 | 9 | R | H  | E |
| 삼성 라이온즈                                                                       | 1 | 0 | 0 | 2 | 1 | 0 | 2 | 0 | 1 | 7 | 13 | 0 |
| OB 베어스                                                                           | 0 | 2 | 0 | 0 | 1 | 0 | 0 | 0 | 0 | 3 | 6  | 2 |
| 승리 투수: 권영호 패전 투수: 박노준 홈런: 삼성 – 이해창(4회 솔로), 장효조(7회 솔로) |   |   |   |   |   |   |   |   |   |   |    |   |

## 한국시리즈
1승 2패로 뒤진 상태에서 3승 2패로 승부를 뒤집은 삼성은 한국시리즈에서 해태 타이거즈와 처음으로 맞붙었다.
그러나,  3차전 종료 후 해태의 구단 버스가 전소되는 초유의 사태까지 빚어졌을 정도로 신경전을 벌였지만  플레이오프에서의 혈투(3차전 완투패한 김시진을 제외하면 상대팀 OB가 좌타자를 많이 보유하여 좌완투수만 투입) 탓인지  1승 4패로 준우승에 머무르고 말았는데 프로 원년부터 MBC 청룡 투수코치를 맡았으나 1983년 5월 김동엽이   감독으로 부임하자 야구 철학이 다르다는 이유로 같은 해 6월 9일 팀을 떠났다가 27일부터 삼성 투수코치로 이적했으며 1985년 1군-2군을 별도로 분리함에 따라 2군 투수코치로 자리를 옮긴 유백만 코치가 다음 해(1986년) MBC 코치로 자리를 옮겨 투수코치 구인난에 시달리자   정동진 수석코치가 1985년부터 투수코치까지 겸임했으며  이 같은 부담감을 덜기 위해 원년 개막전 선발투수 황규봉을 1986년 시즌 뒤 투수코치로 승격시켰다.
하지만, 삼성은 황규봉의 코치 승격,  김일융의 일본 복귀, 성준의 방위복무 때문에  투수진이 부실해져 1987년 한국시리즈에서 4패로 준우승에 머물렀고 이에 장명부 전 빙그레 투수를 1988년 2월 16일부터 2군 투수코치(1년 전속계약)로 영입했다.

## 같이 보기
- 1986년 대한민국 프로 야구